# Olympische Winterspiele 2014/Freestyle-Skiing – Skicross (Männer)
Das Skicrossrennen der Männer bei den Olympischen Winterspielen 2014 in Sotschi wurde am 20. Februar 2014 im Rosa Chutor Extreme Park ausgetragen. Mit Jean-Frédéric Chapuis (Gold), Arnaud Bovolenta (Silber) und Jonathan Midol (Bronze) gingen alle Medaillen an Athleten aus Frankreich.

## Ergebnisse

### Platzierungsrunde
| Rang | Name                  | Nation             | Zeit (min) | Defizit |
| ---- | --------------------- | ------------------ | ---------- | ------- |
| 1    | Victor Öhling Norberg | Schweden           | 1:15,59    | 0,00    |
| 2    | Christopher Del Bosco | Kanada             | 1:15,91    | +0,32   |
| 3    | Brady Leman           | Kanada             | 1:16,43    | +0,84   |
| 4    | Jean-Frédéric Chapuis | Frankreich         | 1:16,77    | +1,18   |
| 5    | Anton Grimus          | Australien         | 1:16,82    | +1,23   |
| 6    | David Duncan          | Kanada             | 1:17,31    | +1,72   |
| 7    | Filip Flisar          | Slowenien          | 1:17,35    | +1,76   |
| 8    | Armin Niederer        | Schweiz            | 1:17,39    | +1,80   |
| 9    | Tomáš Kraus           | Tschechien         | 1:17,41    | +1,82   |
| 10   | Jouni Pellinen        | Finnland           | 1:17,41    | +1,82   |
| 11   | Arnaud Bovolenta      | Frankreich         | 1:17,48    | +1,89   |
| 12   | Andreas Matt          | Österreich         | 1:17,55    | +1,96   |
| 13   | Daniel Bohnacker      | Deutschland        | 1:17,59    | +2,00   |
| 14   | Christoph Wahrstötter | Österreich         | 1:17,72    | +2,13   |
| 15   | Thomas Zangerl        | Österreich         | 1:17,72    | +2,13   |
| 16   | Sergei Moschajew      | Russland           | 1:17,83    | +2,24   |
| 17   | Jegor Korotkow        | Russland           | 1:17,87    | +2,28   |
| 18   | Didrik Bastian Juell  | Norwegen           | 1:18,03    | +2,44   |
| 19   | Thomas Fischer        | Deutschland        | 1:18,06    | +2,47   |
| 20   | John Teller           | Vereinigte Staaten | 1:18,14    | +2,55   |
| 21   | Jonas Devouassoux     | Frankreich         | 1:18,32    | +2,73   |
| 22   | Michael Forslund      | Schweden           | 1:18,33    | +2,74   |
| 23   | Christian Mithassel   | Norwegen           | 1:18,40    | +2,81   |
| 24   | Scott Kneller         | Australien         | 1:18,58    | +2,99   |
| 25   | Thomas Borge Lie      | Norwegen           | 1:18,69    | +3,10   |
| 26   | Florian Eigler        | Deutschland        | 1:18,91    | +3,32   |
| 27   | John Eklund           | Schweden           | 1:18,97    | +3,38   |
| 28   | Patrick Koller        | Österreich         | 1:19,12    | +3,53   |
| 29   | Jonathan Midol        | Frankreich         | 1:19,57    | +3,98   |
|      | Alex Fiva             | Schweiz            | DNF        | –       |
|      | Andreas Schauer       | Deutschland        | DNF        | –       |
|      | Michael Schmid        | Schweiz            | DNS        | –       |

### Achtelfinale

#### Lauf 1
| Rang | Athlet                | Nation   | Anm. |
| ---- | --------------------- | -------- | ---- |
| 1    | Victor Öhling Norberg | Schweden | Q    |
| 2    | Jegor Korotkow        | Russland | Q    |
| 3    | Sergei Moschajew      | Russland |      |
| 4    | Michael Schmid        | Schweiz  | DNS  |

#### Lauf 2
| Rang | Athlet           | Nation     | Anm. |
| ---- | ---------------- | ---------- | ---- |
| 1    | Jouni Pellinen   | Finnland   | Q    |
| 2    | Armin Niederer   | Schweiz    | Q    |
| 3    | Scott Kneller    | Australien |      |
| 4    | Thomas Borge Lie | Norwegen   | DNF  |

#### Lauf 3
| Rang | Athlet            | Nation     | Anm. |
| ---- | ----------------- | ---------- | ---- |
| 1    | Andreas Matt      | Österreich | Q    |
| 2    | Jonas Devouassoux | Frankreich | Q    |
| 3    | Patrick Koller    | Österreich |      |
| 4    | Anton Grimus      | Australien |      |

#### Lauf 4
| Rang | Athlet                | Nation             | Anm. |
| ---- | --------------------- | ------------------ | ---- |
| 1    | Jean-Frédéric Chapuis | Frankreich         | Q    |
| 2    | Jonathan Midol        | Frankreich         | Q    |
| 3    | Daniel Bohnacker      | Deutschland        |      |
| 4    | John Teller           | Vereinigte Staaten | DNF  |

#### Lauf 5
| Rang | Athlet                | Nation      | Anm. |
| ---- | --------------------- | ----------- | ---- |
| 1    | Brady Leman           | Kanada      | Q    |
| 2    | Thomas Fischer        | Deutschland | Q    |
| 3    | Christoph Wahrstötter | Österreich  |      |
| 4    | Alex Fiva             | Schweiz     |      |

#### Lauf 6
| Rang | Athlet           | Nation     | Anm. |
| ---- | ---------------- | ---------- | ---- |
| 1    | John Eklund      | Schweden   | Q    |
| 2    | Arnaud Bovolenta | Frankreich | Q    |
| 3    | Michael Forslund | Schweden   |      |
| 4    | David Duncan     | Kanada     |      |

#### Lauf 7
| Rang | Athlet              | Nation      | Anm. |
| ---- | ------------------- | ----------- | ---- |
| 1    | Filip Flisar        | Slowenien   | Q    |
| 2    | Florian Eigler      | Deutschland | Q    |
| 3    | Tomáš Kraus         | Tschechien  |      |
| 4    | Christian Mithassel | Norwegen    | DNF  |

#### Lauf 8
| Rang | Athlet                | Nation      | Anm. |
| ---- | --------------------- | ----------- | ---- |
| 1    | Didrik Bastian Juell  | Norwegen    | Q    |
| 2    | Andreas Schauer       | Deutschland | Q    |
| 3    | Christopher Del Bosco | Kanada      |      |
| 4    | Thomas Zangerl        | Österreich  |      |

### Viertelfinale

#### Lauf 1
| Rang | Athlet                | Nation   | Anm. |
| ---- | --------------------- | -------- | ---- |
| 1    | Armin Niederer        | Schweiz  | Q    |
| 2    | Jegor Korotkow        | Russland | Q    |
| 3    | Victor Öhling Norberg | Schweden |      |
| 4    | Jouni Pellinen        | Finnland |      |

#### Lauf 2
| Rang | Athlet                | Nation     | Anm. |
| ---- | --------------------- | ---------- | ---- |
| 1    | Jean-Frédéric Chapuis | Frankreich | Q    |
| 2    | Jonathan Midol        | Frankreich | Q    |
| 3    | Jonas Devouassoux     | Frankreich |      |
| 4    | Andreas Matt          | Österreich |      |

#### Lauf 3
| Rang | Athlet           | Nation      | Anm. |
| ---- | ---------------- | ----------- | ---- |
| 1    | Brady Leman      | Kanada      | Q    |
| 2    | Arnaud Bovolenta | Frankreich  | Q    |
| 3    | John Eklund      | Schweden    |      |
| 4    | Thomas Fischer   | Deutschland | DNF  |

#### Lauf 4
| Rang | Athlet               | Nation      | Anm. |
| ---- | -------------------- | ----------- | ---- |
| 1    | Filip Flisar         | Slowenien   | Q    |
| 2    | Florian Eigler       | Deutschland | Q    |
| 3    | Andreas Schauer      | Deutschland |      |
| 4    | Didrik Bastian Juell | Norwegen    | DNF  |

### Halbfinale

#### Lauf 1
| Rang | Athlet                | Nation     | Anm.          |
| ---- | --------------------- | ---------- | ------------- |
| 1    | Jean-Frédéric Chapuis | Frankreich | Finale        |
| 2    | Jonathan Midol        | Frankreich | Finale        |
| 3    | Jegor Korotkow        | Russland   | Kleine Finale |
| 4    | Armin Niederer        | Schweiz    | Kleine Finale |

#### Lauf 2
| Rang | Athlet           | Nation      | Anm.          |
| ---- | ---------------- | ----------- | ------------- |
| 1    | Brady Leman      | Kanada      | Finale        |
| 2    | Arnaud Bovolenta | Frankreich  | Finale        |
| 3    | Florian Eigler   | Deutschland | Kleine Finale |
| 4    | Filip Flisar     | Slowenien   | Kleine Finale |

## Finale

### Kleines Finale
| Rang | Athlet         | Nation      | Anm. |
| ---- | -------------- | ----------- | ---- |
| 5    | Jegor Korotkow | Russland    |      |
| 6    | Filip Flisar   | Slowenien   |      |
| 7    | Armin Niederer | Schweiz     |      |
| 8    | Florian Eigler | Deutschland | DNF  |

### Großes Finale
| Rang | Athlet                | Nation     | Anm. |
| ---- | --------------------- | ---------- | ---- |
| 1    | Jean-Frédéric Chapuis | Frankreich |      |
| 2    | Arnaud Bovolenta      | Frankreich |      |
| 3    | Jonathan Midol        | Frankreich |      |
| 4    | Brady Leman           | Kanada     |      |